# Brooklyn 99
Brooklyn 99 (eng. Brooklyn Nine-Nine) je američka humoristična televizijska serija koja se emitirala u početku na američkoj televizijskoj mreži NBC, a kasnije na FOX-u, dok u Hrvatskoj na HRT-u. Smještena u izmišljenu 99. njujoršku policijsku postaju u Brooklynu, serija radnjom prati ekipu detektiva i novo im dodijeljenog policijskog kapetana. Serija je s originalnim emitiranjem započela 17. rujna 2013. godine, a prvu epizodu pogledalo je 6.17 milijuna ljudi.
Godine 2014. serija je osvojila dvije nagrade Zlatni globus - za najbolju televizijsku seriju (komedija i/ili mjuzikl) te za najboljeg glavnog glumca u humorističnoj seriji (Andy Samberg). Dana 7. ožujka 2014. serija je obnovljena za drugu sezonu koja je s prikazivanjem započela 28. rujna 2014., a 17. siječnja 2015. godine serija je ponovno obnovljena za treću sezonu koja će s emitiranjem započeti u drugoj polovici 2015. godine.

## Glumci i likovi
| Glumac               | Lik                      | Radno mjesto  | Sezone       | Sezone         | Sezone       | Sezone       | Sezone       | Sezone       |
| Glumac               | Lik                      | Radno mjesto  | 1            | 2              |              |              |              |              |
| -------------------- | ------------------------ | ------------- | ------------ | -------------- | ------------ | ------------ | ------------ | ------------ |
| Andy Samberg         | Jacob "Jake" Peralta     | Detektiv      | Glavna uloga | Glavna uloga   | Glavna uloga | Glavna uloga | Glavna uloga | Glavna uloga |
| Stephanie Beatriz    | Rosa Diaz                | Detektiv      | Glavna uloga | Glavna uloga   | Glavna uloga | Glavna uloga | Glavna uloga | Glavna uloga |
| Terry Crews          | Terence "Terry" Jeffords | Narednik      | Glavna uloga | Glavna uloga   | Glavna uloga | Glavna uloga | Glavna uloga | Glavna uloga |
| Melissa Fumero       | Amy Santiago             | Detektiv      | Glavna uloga | Glavna uloga   | Glavna uloga | Glavna uloga | Glavna uloga | Glavna uloga |
| Chelsea Peretti      | Regina "Gina" Linetti    | Administrator | Glavna uloga | Glavna uloga   | Glavna uloga | Glavna uloga | Glavna uloga | Glavna uloga |
| Andre Braugher       | Raymond Jacob "Ray" Holt | Kapetan       | Glavna uloga | Glavna uloga   | Glavna uloga | Glavna uloga | Glavna uloga | Glavna uloga |
| Joe Lo Truglio       | Charles Boyle            | Detektiv      | Glavna uloga | Glavna uloga   | Glavna uloga | Glavna uloga | Glavna uloga | Glavna uloga |
| Dirk Blocker         | Michael Hitchcock        | Detektiv      | Glavna uloga | Sporedna uloga |              |              |              |              |
| Joel McKinnon Miller | Norman "Norm" Scully     | Detektiv      | Glavna uloga | Sporedna uloga |              |              |              |              |

## Razvoj i produkcija
Dana 8. svibnja 2013. godine televizijska mreža Fox naručila je snimanje nove humoristične serije od 13 epizoda. Dana 18. listopada 2013. godine serija je obnovljena za punu sezonu od 22 epizode, a naknadno je odlučeno da će biti emitirana uz seriju New Girl u sklopu "posebnog 60-minutnog humorističnog programa" koji je pratio Super Bowl XLVIII.
Vanjski kadar koji prikazuje zgradu izmišljene 99. policijske postaje skupa s brojnim pravim policijskim automobilima parkiranima ispred nje zapravo je zgrada u kojoj se nalazi stvarna 78. policijska postaja, a koja je smještena na uglu šeste avenije i ulice Bergen, udaljena jedan blok od centra Barclays na jugu te jedan blok od postaje podzemne željeznice na istoku.
| Sezona | Sezona | Broj epizoda | Originalno emitiranje | Originalno emitiranje |
| Sezona | Sezona | Broj epizoda | Premijera sezone      | Finale sezone         |
| ------ | ------ | ------------ | --------------------- | --------------------- |
|        | 1      | 22           | 17. rujna 2013.       | 25. ožujka 2014.      |
|        | 2      | 23           | 28. rujna 2014.       | 17. svibnja 2015.     |
|        | 3      | TBA          | TBA                   | TBA                   |

## Priznanja

### Kritike
Serija Brooklyn 99 pobrala je hvalospjeve kritičara. Na popularnoj internetskoj stranici Rotten Tomatoes serija ima 88% pozitivnih ocjena temeljenih na 49 zaprimljenih kritika uz generalni konsenzus: "Vođena iznenađujuće efektivnim parom Andyja Samberga i Andrea Braughera, Brooklyn 99 je šarmantna, inteligentno napisana humoristična policijska serija". Druga sezona za sada ima 100% pozitivnih ocjena na istoj internetskoj stranici na temelju 49 prikupljenih tekstova uz konsenzus: "Pobjedonosna glumačka postava Brooklyna, zavodljivi likovi i ludi gegovi fantastično funkcioniraju u formatu od 20 minuta". Na drugoj internetskoj stranici koja se također bavi prikupljanjem filmskih kritika - Metacritic - serija Brooklyn 99 ima prosječnu ocjenu 70/100 temeljenu na 33 zaprimljena teksta.
Novine The Huffington Post objavio je listu naslova "9 razloga zašto morate započeti gledati seriju Brooklyn 99", a magazin Paste 2014. godine objavio je članak naslova "Najboljih 10 trenutaka iz prve sezone serije Brooklyn 99".

### Gledanost
| Sezona | Vrijeme emitiranja          | Broj epizoda | Premijera sezone | Premijera sezone                   | Finale sezone     | Finale sezone                   | TV sezona | Redoslijed | Gledanost (u milijunima) |
| Sezona | Vrijeme emitiranja          | Broj epizoda | Datum            | Gledanost premijere (u milijunima) | Datum             | Gledanost finala (u milijunima) | TV sezona | Redoslijed | Gledanost (u milijunima) |
| ------ | --------------------------- | ------------ | ---------------- | ---------------------------------- | ----------------- | ------------------------------- | --------- | ---------- | ------------------------ |
| 1      | Utorkom 20:30 Utorkom 21:30 | 22           | 17. rujna 2013.  | 6.17                               | 25. ožujka 2014.  | 2.59                            | 2013./14. | #98        | 4.80                     |
| 2      | Nedjeljom 20:30             | 23           | 28. rujna 2014.  | 5.46                               | 17. svibnja 2015. | 2.35                            | 2014./15. | #41        | TBA                      |
| 3      | Nedjeljom 20:30             | TBA          | Rujan 2015.      | TBA                                | Svibanj 2016.     | TBA                             | 2015./16. | TBA        | TBA                      |

### Nagrade i nominacije
| Nagrada                         | Datum dodjele      | Kategorija                                                | Nagrađeni i nominirani | Rezultat   |
| ------------------------------- | ------------------ | --------------------------------------------------------- | ---------------------- | ---------- |
| Nagrada American Comedy         | 8. svibnja 2014.   | Najbolja humoristična serija                              | Brooklyn Nine-Nine     | Nominacija |
| Nagrada American Comedy         | 8. svibnja 2014.   | Najbolji TV glumac (komedija)                             | Andy Samberg           | Pobjeda    |
| Nagrada American Comedy         | 8. svibnja 2014.   | Najbolja sporedna glumica (komedija)                      | Chelsea Peretti        | Nominacija |
| Nagrada televizijskih kritičara | 19. lipnja 2014.   | Najbolji sporedni glumac u humorističnoj seriji           | Andre Braugher         | Pobjeda    |
| Medijska nagrada GLAAD          | 12. travnja 2014.  | Najbolja humoristična serija                              | Brooklyn Nine-Nine     | Nominacija |
| Zlatni globus                   | 12. siječnja 2014. | Najbolji glumac u televizijskoj seriji (komedija/mjuzikl) | Andy Samberg           | Pobjeda    |
| Zlatni globus                   | 12. siječnja 2014. | Najbolja televizijska serija (komedija/mjuzikl)           | Brooklyn Nine-Nine     | Pobjeda    |
| Nagrada People's Choice         | 8. siječnja 2014.  | Najdraži glumac u novoj televizijskoj seriji              | Andy Samberg           | Nominacija |
| Nagrada NAACP Image             | 22. veljače 2014.  | Najbolji glumac u humorističnoj seriji                    | Andre Braugher         | Nominacija |
| Nagrada Satellite               | 23. veljače 2014.  | Najbolji glumac u televizijskoj seriji (komedija/mjuzikl) | Andre Braugher         | Nominacija |
| Nagrada Imagen                  | 1. kolovoza 2014.  | Najbolja sporedna TV glumica                              | Stephanie Beatriz      | Nominacija |
| Emmy (tehničke kategorije)      | 16. kolovoza 2014. | Najbolji rad s kaskaderima u komediji                     | Brooklyn Nine Nine     | Pobjeda    |
| Nagrada EWwy                    | 18. kolovoza 2014. | Najbolja humoristična serija                              | Brooklyn Nine Nine     | Nominacija |
| Nagrada EWwy                    | 18. kolovoza 2014. | Najbolji glumac (komedija)                                | Andy Samberg           | Nominacija |
| Emmy                            | 25. kolovoza 2014. | Najbolji sporedni glumac u humorističnoj seriji           | Andre Braugher         | Nominacija |
| Ceh glumaca Amerike             | 21. siječnja 2015. | Najbolji glumački ansambl u humorističnoj seriji          | Brooklyn Nine-Nine     | Nominacija |
| Nagrada NHMC Impact             | 20. veljače 2015.  | Najbolji pozitivni potret latinosa u medijima             | Melissa Fumero         | Pobjeda    |

## Vanjske poveznice
- Brooklyn 99 u internetskoj bazi filmova IMDb-a